# Saison 5 des Routes du paradis
Chronologie
Saison 4 des Routes du paradis
Cet article présente la liste des épisodes de la cinquième et dernière saison de la série télévisée Les Routes du paradis. La saison 5 des routes du paradis devait avoir 25 épisodes, mais Victor French qui jouait Mark, décédera le 15 juin 1989, alors que le tournage des épisodes n'était pas terminé. La saison 5 aura finalement 13 épisodes, et la mort de Victor French marquera la fin de la série. Pour les derniers épisodes, Victor French n'avait pas tourné toutes ses scènes, vu l'évolution de sa maladie. Pour compléter les épisodes, Michael Landon retiendra les rushes de scènes non retenues des épisodes précédents ou Victor French apparait, ce qui n'enlèvera rien à la qualité de la série, mais à la fin de la saison 5 de la série, le personnage de Jonathan semble plus présent, et le personnage de Mark, plus isolé, comme s'il vivait de loin les événements.     